# Боянчище
Боянчище или Боянчища (на македонска литературна норма: Бојанчиште) е село в Северна Македония, в Община Кавадарци.

## География
Селото е разположено на около 30 километра южно от общинския център Кавадарци, в планината Козяк.

## История

### Етимология
Академик Иван Дуриданов смята, че етимологията на името е от първоначалния патроним на -ишти < -itji, който произхожда от личното име Боянчо, хипокористикон от Боян и заключава, че тъй като хипокористичните образования на -чо са нови в българския език, то и селището не ще да е старо.

### В Османската империя
Селската църква „Света Богородица“ е от XIX век.
В XIX век Боянчище е село в Рожденска нахия на Тиквешка каза на Османската империя. Според статистиката на Васил Кънчов („Македония. Етнография и статистика“) от 1900 година Боянчища има 390 жители, всички българи християни.
Цялото население на селото е под върховенството на Българската екзархия. По данни на секретаря на екзархията Димитър Мишев („La Macédoine et sa Population Chrétienne“) в 1905 година в Боянчища (Boïantchichta) има 400 българи екзархисти и работи българско училище.

### В Сърбия, Югославия и Северна Македония
В селото има църква „Свети Врач“.

## Личности
Родени в Боянчище
- Трайко Мурджев, български революционер от ВМОРО, четник на Васил Пачаджиев[5]